# ラマン冷却
原子物理学において、ラマン冷却（ラマンれいきゃくRaman cooling）とは、ドップラー冷却には存在する、光子が原子に与えることのできる反跳エネルギーの限界、反跳限界を超えた冷却が可能な光学的な冷却法である。この方式は単純な光モラセス内、および光格子を重ね合わせた光モラセスの中で行うことが可能で、それぞれ自由空間ラマン冷却およびラマンサイドバンド冷却と呼ばれる。どちらの技術も原子によるレーザー光のラマン散乱を利用する。

## 2光子ラマン過程
原子の2つの超微細構造間の遷移は二つのレーザー光線により引き起こすことができる。最初の光線により原子は（たとえばその周波数が実遷移周波数より小さいという理由で）仮想励起状態へ励起され、次の光線により別の超微細構造へと脱励起される。2つの光線の間の周波数差は厳密に二つの超微細準位間の遷移周波数と一致する。
この過程を模式化すると、2光子ラマン過程の模式図として表わすことができる。これにより、二つの準位 {\displaystyle |g_{1}\rangle } と {\displaystyle |g_{2}\rangle } の間の遷移が可能となる。中間の、仮想準位は破線で表わされており、実励起準位 {\displaystyle |e\rangle } から赤方離調しいる。ここで、周波数差 {\displaystyle f_{2}-f_{1}} は {\displaystyle |g_{1}\rangle } と {\displaystyle |g_{2}\rangle } とのエネルギー差に厳密に一致する。

## 自由空間ラマン冷却
この方式では、（数十マイクロケルビンまで）予冷却済の原子雲にラマン過程に類似のパルスを連続して起こす。光線は対向伝播し、周波数は上記の通りに調整されるが、周波数 {\displaystyle f_{2}} は通常の値よりも若干赤方離調（離調幅 {\displaystyle \Delta }）される。したがって、レーザー2の光源に対して十分な速度で近付いている原子がドップラー効果によりラマンパルスと共鳴する。これらが {\displaystyle |g_{2}\rangle } 状態に励起されて運動量を受けとり、それに比例した速度だけ減速される。
もし、2つのレーザーの伝播方向を交換すれば、逆向きに運動する原子が励起されて運動量を受けとり、比例した速度だけ減速される。規則正しくレーザーの伝播方向を交換し、離調幅 {\displaystyle \Delta } を変化させることにより、初速度が {\displaystyle |v|>v_{max}} を満たす全ての原子を {\displaystyle |g_{2}\rangle } 状態にし、 {\displaystyle |v|<v_{max}} を満たす全ての原子を {\displaystyle |g_{1}\rangle } 状態のままにすることができる。そこで、 {\displaystyle |g_{2}\rangle } と {\displaystyle |e\rangle } の間の遷移周波数と厳密に一致する新たな光線を照射する。これにより原子を {\displaystyle |g_{2}\rangle } 状態から {\displaystyle |g_{1}\rangle } 状態へと光ポンピングされ、速度がランダム化されて {\displaystyle |g_{2}\rangle } にあった原子の一部が {\displaystyle |v|<v_{max}} を満たす速度を得る。
この過程を数回（原論文では8回）繰り返すことにより1マイクロケルビン以下に原子雲の温度を下げることができる。

## ラマンサイドバンド冷却
この冷却方式では磁気光学トラップに閉じ込められた原子から始める。そこで、原子群の重要な部分がトラップされるように光格子を傾斜させる。光格子を形成するレーザーが十分に強力なら、各サイトは調和トラップと見做すことができる。原子群は基底状態にはないため、調和振動子の励起準位にトラップされている。ラマンサイドバンド冷却の目的は、原子に格子サイト内の調和ポテンシャルの基底状態をとらせることである。
量子数 F=1 の基底状態が3重縮退 m=-1, 0, 1 しているような2準位原子を考える。磁場を印加すると、ゼーマン効果により m の縮退が解ける。その値を、 m=-1 と m=0 との間および m=0 と m=1 とのゼーマン分裂が格子により形成された調和ポテンシャルの準位間の間隔に厳密に一致するよう調整する。
ラマン過程を用いることにより、原子を磁気モーメントが1つ小さく、振動準位も1つ下の状態に移すことができる（図中赤矢印）。その後、格子ポテンシャルの最低振動状態の原子（ただし {\displaystyle m\neq 1}）を m=1 状態に光ポンピングする（{\displaystyle \sigma _{+}} ビームと {\displaystyle \pi } ビームの役割）。原子の温度はビーム周波数に比べて十分に低いため、このポンピング過程中に原子の振動状態が変化する確率は低い。したがって、原子はより低い振動準位になり、冷却が行われる。この、低い振動準位への移送を各ステップで効率的に行うためには、強度やタイミングなどのレーザーのパラメータを注意深く調整する必要がある。一般的に、カップリング強度（ラビ周波数）は振動準位に依存するため、これらのパラメータは振動準位が違えば異なる。このナイーブな描写は、この遷移を起こす光子の反跳の存在によりさらに複雑化する。この複雑さはラム–ディッケ領域と呼ばれる領域で冷却を行うことにより一般的には避けることができる。この領域では、原子が強固にトラップされているためその運動量は光子の反跳によって実効上変化しない。この状況はメスバウアー効果に似ている。
この冷却方式により、光学的技術のみを用いるよりも高密度の原子群を低温にすることができる。例えば、ボース＝アインシュタイン凝縮を実現するにはまだ不十分であるが、その種の実験の出発点とすることはできる。例えば、セシウムのボース＝アインシュタイン凝縮を初めて実現した実験ではラマンサイドバンド冷却が最初のステップとして用いられている。